# Morfismus
Morfismus je v matematice, zvláště v teorii kategorií, zobrazení jedné matematické struktury do jiné stejného typu, které zachovává příslušnou strukturu. Koncept morfismu se objevuje ve většině oborů současné matematiky; v teorii množin jsou morfismy zobrazení; v lineární algebře lineární transformace; v teorii grup grupové homomorfismy; v topologii spojité funkce, atd.
Morfismus v teorii kategorií je obdobný koncept: zkoumané matematické objekty nemusí být jenom množiny, a vztahy mezi nimi mohou být jiné než zobrazení; morfismy mezi objekty dané kategorie se však musí chovat podobně jako zobrazení v tom smyslu, že musí umožňovat asociativní operaci podobnou skládání funkcí. Morfismus v teorie kategorií je abstrakcí homomorfismu.
Studium morfismů a struktur (nazývaných „objekty“), na kterých jsou definovány, je hlavní náplní teorie kategorií. Velká část představ o morfismech a terminologie morfismů je převzata z konkrétních kategorií, kde objekty jsou prostě množiny s nějakou přídavnou strukturou a morfismy jsou funkce zachovávající strukturu. V teorii kategorií se morfismy někdy nazývají šipky (anglicky arrows).

## Definice
Kategorie C sestává ze dvou tříd; objektů a morfismů. Pro každý morfismus existují dva objekty; zdrojový objekt a cílový objekt. Morfismus f se zdrojovým objektem X a cílovým objektem Y se zapisuje f : X → Y a v diagramu je reprezentován šipkou z X do Y.
U mnoha kategorií jsou objekty množinami (často s nějakou přídavnou strukturou) a morfismy jsou zobrazení z jednoho objektu do druhého. Proto zdrojový objekt morfismu často nazýváme definičním oborem nebo jen oborem a cílový objekt oborem hodnot nebo kooborem.
Morfismy jsou opatřeny částečnou binární operací nazývanou skládání. Složení dvou morfismů f a g (značené g ∘ f nebo jednoduše gf) je definované, pokud cílový objekt f je zdrojovým objektem g. Zdrojový objekt g ∘ f je zdrojovým objektem f a cílový objekt g ∘ f je cílovým objektem g. Skládání splňuje dva axiomy:
IdentitaPro každý objekt X existuje morfismus idX : X → X nazývaný identita nebo morfismus identity na X, tak, že pro každý morfismus f : A → B platí idB ∘ f = f = f ∘ idA.
Asociativitah ∘ (g ∘ f) = (h ∘ g) ∘ f, pokud jsou všechna skládání definovaná, tj. když cílový objekt f je zdrojovým objektem g a cílový objekt g je zdrojovým objektem h.
Pro konkrétní kategorie (a kategorie, jejichž objekty jsou množiny, případně s přídavnou strukturou a morfismy jsou funkce zachovávající strukturu), je morfismus identity jednoduše identita a skládání je obyčejné skládání funkcí.
Skládání morfismů se často reprezentuje komutativním diagramem. Například

Kolekce všech morfismů z X do Y se označuje HomC(X,Y) nebo jednoduše Hom(X, Y) a nazývá se hom-set mezi X a Y. Někteří autoři používají značení MorC(X,Y), Mor(X, Y) nebo C(X, Y). Název hom-set (slovo set je v angličtině množina) není zcela vhodný, protože kolekce morfismů nemusí být množinou. Taková kategorie, že Hom(X, Y) je množinou pro všechny objekty X a Y, se nazývá lokálně malá kategorie.
Je důležité, že definiční obor a obor hodnot jsou nedílnou informací definující morfismus. Například v kategorii množin, kde morfismy jsou funkce, mohou být dvě funkce identické jako množiny uspořádaných dvojic (mohou mít stejný obor hodnot), ale mohou mít jiné definiční obory. Také dvě funkce jsou z hlediska teorie kategorií různé. Mnoho autorů proto vyžaduje, aby třídy Hom(X, Y) byly disjunktní. V praxi to není problém, protože pokud není splněna disjunktnost, může být zajištěno připojením definičního oboru a oboru hodnot do morfismy (např. jako druhé a třetí složky uspořádané trojice).